# Lieberoser Heide
De Lieberoser Heide is een gebied in het zuiden van Brandenburg, ongeveer 90 km ten zuidoosten van Berlijn en 20 km ten noorden van Cottbus, gelegen op de voormalige militaire oefenterrein Lieberose.
Gelegen ten zuiden van Lieberose en ten noorden van Peitz, wordt de Lieberoser Heide in noord-zuidrichting door doorkruist de B168 en in oost-westrichting door de B320 die vanuit Pinnow over Lieberose naar Lamsfeld leidt. In het westen grenst de Lieberoser Heide aan het biosfeerreservaat Spreewald.

## Beschrijving
De Lieberoser Heide is gelegen in het oosten van de Lieberoser hoogvlakte op het terrein van het voormalige militaire oefenterrein Lieberose. Het bestaat uit een morenenlandschap dat gevormd werd tijdens de ijstijd. Het gebied is begroeid met naaldboombossen afgewisseld met uitgestrekte zanderige heide, voedselarme heidevennen en heidemeren. Het gebied heeft een grootte van 25.500 hectare, van west naar oost 28 km lang van noord naar zuid 12 km breed. Van deze totale oppervlakte is 3.150 hectare in handen van de Stichting Natuurlijke landschappen Brandenburg.